# Municipio de Fairfax (Minnesota)
El municipio de Fairfax (en inglés: Fairfax Township) es un municipio ubicado en el condado de Polk en el estado estadounidense de Minnesota. En el año 2010 tenía una población de 198 habitantes y una densidad poblacional de 2,12 personas por km².

## Geografía
El municipio de Fairfax se encuentra ubicado en las coordenadas 47°43′0″N 96°32′45″O / 47.71667, -96.54583. Según la Oficina del Censo de los Estados Unidos, el municipio tiene una superficie total de 93.18 km², de la cual 93,18 km² corresponden a tierra firme y (0 %) 0 km² es agua.

## Demografía
Según el censo de 2010, había 198 personas residiendo en el municipio de Fairfax. La densidad de población era de 2,12 hab./km². De los 198 habitantes, el municipio de Fairfax estaba compuesto por el 92,42 % blancos, el 3,54 % eran afroamericanos, el 1,01 % eran amerindios, el 3,03 % eran de otras razas. Del total de la población el 3,54 % eran hispanos o latinos de cualquier raza.